# Bishop (Californie)
Pour les articles homonymes, voir Bishop.
Bishop est une ville du comté d'Inyo en Californie, aux États-Unis. Sa population était de 3 879 habitants au recensement de 2010. Bishop est notamment réputé pour ses nombreux parcs et forêts qui entourent la ville, mais aussi pour son site d'escalade de bloc de grande renommée.

## Géographie

### Localisation
La petite ville de Bishop se situe à l'intérieur du coude formé par la rivière Owens au nord de la Vallée de l'Owens dans le comté d'Inyo en Californie. Traversée par la Route 395 qui relie San Bernardino à Reno, elle est aussi le terminus de la Route 6 qui traverse tous les États-Unis jusqu'à Provincetown sur la côte est des États-Unis.
Bishop est bordé par la Sierra Nevada à l'ouest et les Montagnes Blanches à l'est. De plus, la ville est entourée par le Parc national de Kings Canyon et le Parc national de Sequoia au sud, par le site national Mammoth Lakes et le parc national de Yosemite à l'ouest et par le Parc national de la vallée de la Mort au nord et à l'est.
Selon le Bureau du recensement des États-Unis, la ville a une superficie de 4,5 km2, et elle se situe à une altitude de 1 264 m.

### Climat
Le climat de Bishop, comme le reste de la vallée Owens, est un climat aride avec une moyenne de 13,71 mm de précipitations annuelles. L'année la plus pluvieuse était 1969 avec 43,41 mm de précipitations et la plus sèche était 1989 avec 4,6 mm.
La température moyenne annuelle à Bishop est de 13,3 °C, cependant l'été est très chaud et on recense une moyenne annuelle de 23,4 °C pour les températures maximales, pour de 94 jours au-dessus de 32 °C. Du fait de son altitude, les températures minimales restent malgré tout basses, avec une moyenne annuelle de 3,2 °C pour 143 jours en dessous de 0 °C. La plus haute température, enregistrée le 10 juillet 2002, est de 43,3 °C, la plus basse date du 27 décembre 1988 avec −22,2 °C.
| Mois                                  | jan.     | fév.     | mars     | avril   | mai     | juin    | jui.    | août    | sep.    | oct.     | nov.     | déc.     | année    |
| ------------------------------------- | -------- | -------- | -------- | ------- | ------- | ------- | ------- | ------- | ------- | -------- | -------- | -------- | -------- |
| Température minimale moyenne (°C)     | −4,7     | −3,1     | −0,4     | 2,6     | 6,8     | 10,8    | 13,7    | 12,2    | 8,4     | 3        | −2,8     | −5,5     | 3,4      |
| Température moyenne (°C)              | 4,4      | 6,1      | 9,6      | 12,9    | 17,5    | 22,5    | 25,7    | 24,4    | 20,3    | 14,2     | 7,6      | 3,5      | 14,1     |
| Température maximale moyenne (°C)     | 13,5     | 15,2     | 19,5     | 23,2    | 28,2    | 34,2    | 37,6    | 36,7    | 32,2    | 25,3     | 17,9     | 12,5     | 24,7     |
| Record de froid (°C) date du record   | −22 1982 | −19 1969 | −13 2007 | −9 1953 | −4 2010 | −4 2011 | 1 1987  | 1 1947  | −4 2019 | −11 2019 | −15 1958 | −22 1990 | −22 1990 |
| Record de chaleur (°C) date du record | 25 1948  | 27 2014  | 31 1966  | 34 2021 | 40 2020 | 43 2013 | 44 2021 | 42 2020 | 42 2020 | 36 1980  | 29 1988  | 26 1958  | 44 2021  |
| Précipitations (mm)                   | 29       | 22,6     | 14       | 5,6     | 5,8     | 3,3     | 4,6     | 1,8     | 2,8     | 8,9      | 7,9      | 16,8     | 123,1    |
| dont neige (cm)                       | 15       | 3,3      | 0,3      | 0,3     | 0       | 0       | 0       | 0       | 0       | 0        | 1        | 2,8      | 22,7     |
| Nombre de jours avec précipitations   | 3,8      | 3,9      | 2,9      | 1,7     | 2,3     | 1,2     | 1,8     | 1       | 1,2     | 1,4      | 1,6      | 3,1      | 25,9     |
| Nombre de jours avec neige            | 1,1      | 0,5      | 0,1      | 0,2     | 0       | 0       | 0       | 0       | 0       | 0        | 0,1      | 0,5      | 2,5      |

| Diagramme climatique                                  |              |            |            |            |             |             |             |            |          |             |              |
| J                                                     | F            | M          | A          | M          | J           | J           | A           | S          | O        | N           | D            |
| 13,5−4,729                                            | 15,2−3,122,6 | 19,5−0,414 | 23,22,65,6 | 28,26,85,8 | 34,210,83,3 | 37,613,74,6 | 36,712,21,8 | 32,28,42,8 | 25,338,9 | 17,9−2,87,9 | 12,5−5,516,8 |
| Moyennes : • Temp. maxi et mini °C • Précipitation mm |              |            |            |            |             |             |             |            |          |             |              |

### Démographie
| Groupe            | Bishop | Californie | États-Unis |
| ----------------- | ------ | ---------- | ---------- |
| Blancs            | 73,9   | 57,6       | 72,4       |
| Autres            | 18,6   | 17,4       | 6,4        |
| Métis             | 2,9    | 4,9        | 2,9        |
| Amérindiens       | 2,4    | 1,0        | 0,9        |
| Asiatiques        | 1,6    | 13,1       | 4,8        |
| Afro-Américains   | 0,6    | 6,2        | 12,6       |
| Total             | 100    | 100        | 100        |
|                   |        |            |            |
| Latino-Américains | 30,9   | 37,6       | 16,7       |

Selon l'American Community Survey pour la période 2010-2014, 70,94 % de la population âgée de plus de 5 ans déclare parler l'anglais à la maison, 26,39 % déclare parler l’espagnol, 1,21 % une langue chinoise, 0,86 % une langue africaine et 0,61 % une autre langue.
| 1880 | 1890 | 1910  | 1920  | 1930  | 1940  |
| ---- | ---- | ----- | ----- | ----- | ----- |
| 152  | 340  | 1 199 | 1 304 | 1 159 | 1 490 |

| 1950  | 1960  | 1970  | 1980  | 1990  | 2000  |
| ----- | ----- | ----- | ----- | ----- | ----- |
| 2 891 | 2 875 | 3 498 | 3 333 | 3 475 | 3 575 |

| 2010  | - | - | - | - | - |
| ----- | - | - | - | - | - |
| 3 879 | - | - | - | - | - |

## Transports
Malgré sa petite taille, Bishop possède un aéroport (Bishop Airport, code AITA : BIH). Entre 1951 et 1955 l'aérodrome servit de base pour le Sierra Wave Project qui était un programme de recherche de l'United States Air Force concernant les ondes orographiques à l'origine de nombreux accidents aériens.

## Activité

### Escalade
Bishop est réputé pour ses nombreux sites d'escalade de bloc, plus particulièrement pour  The Buttermilks, qui contiennent plus de 2 000 voies répertoriées. Ce site a vu passer les meilleurs grimpeurs de blocs comme Chris Sharma, Fred Nicole, Dave Graham, Paul Robinson, Daniel Woods, et bien d'autres encore. On peut y trouver des voies dans tous les niveaux de difficulté, dont certaines sont mondialement célèbres comme : The Mandala Direct Assis(8B+/V14) ou Lucid Dreaming(8C/V15), tous les deux ouverts par Paul Robinson en 2007 et 2010,.